# Selvhenter
Selvhenter er en dansk spillefilm fra 2019 instrueret af Magnus Millang.
Magnus Millang har skrevet filmen med sin lillebror Emil Millang og den er inspireret af brødrenes egen opvækst. De spiller selv brødrene i filmen, hvor de tager til Spanien for at hente deres far hjem, som er død efter et hårdt liv med alkohol. Egentlig skulle de stå for en klassisk hjemtransport, men grundet økonomiske problemer ender de med selv at transportere faren hjem. En rejse, som ikke forløber helt som planlagt.

## Medvirkende
- Magnus Millang som Magnus
- Emil Millang som Emil
- Elisabeth Bonjour som Violette
- Lluïsa Valldaura som Balén
- Anaïs Fabre som Marion
- Julie Rudbæk som Signe
- Jesper Zuschlag som Stefan
- Anders Mossling som Ville
- Amalie Lindegård som Sofie